# Instituto de Higiene e Medicina Tropical
O Instituto de Higiene e Medicina Tropical (IHMT) é uma instituição portuguesa de investigação e de ensino superior no domínio da medicina tropical. Está sedeado na Rua da Junqueira, em Alcântara, Lisboa, constituindo presentemente uma unidade orgânica da Universidade Nova de Lisboa, que por sua vez tem natureza fundacional pública ao abrigo do n.° 1 do art. 1.° do Decreto-Lei n.º 20/2017, de 21 de fevereiro.

## Missão
O IHMT tem como missão a realização de ensino e investigação nas áreas da medicina tropical, das ciências biomédicas e da saúde internacional, a prestação de serviços clínicos, laboratoriais e de saúde pública à comunidade, a contribuição para a resolução de problemas de saúde global, especialmente nas regiões tropicais, a cooperação internacional e a divulgação do conhecimento científico.

## História
O atual IHMT foi criado a 24 de abril de 1902, por carta de lei do Rei D. Carlos I, como Escola de Medicina Tropical. Até então, e desde 1887, o ensino da medicina tropical era realizado na Escola Naval, destinando-se sobretudo aos médicos do Ministério da Marinha e Ultramar. O objetivo da nova escola era o do ensino e da melhoria do conhecimento científico dos problemas de saúde ligados aos meios tropical e intertropical, especialmente no Ultramar Português.
Em 1935, a Escola de Medicina Tropical foi transformada no Instituto de Medicina Tropical (IMT).
Em 1958, o IMT instalou-se na atual sede, um moderno edifício construído junto ao Hospital do Ultramar (atual Hospital Egas Moniz), o qual - como hospital especializado em doenças tropicais - lhe servia de apoio.
Através do Decreto-Lei n.º 47 102 de 16 de julho de 1966, o IMT deu lugar à nova Escola Nacional de Saúde Pública e de Medicina Tropical (ENSPMT), que se ocupava também da vertente da saúde pública.
Em 1972, através do Decreto-Lei n.º 372/72 de 2 de outubro, a ENSPMT divide-se em duas instituições, dando origem ao atual Instituto de Higiene e Medicina Tropical e à Escola Nacional de Saúde Pública.
O IHMT manteve-se na dependência do Ministério do Ultramar até à extinção deste. Em 1980, foi integrado na Universidade Nova de Lisboa.

## Ensino
No IHMT é realizado ensino superior nas áreas ligadas à medicina tropical, ciências biomédicas e saúde internacional, especialmente de pós-graduação. Nomeadamente, são ministrados mestrados em saúde tropical, ciências biomédicas, saúde e desenvolvimento, parasitologia e microbiologia e doutoramentos em medicina tropical, ciências biomédicas e saúde internacional. Além disso, também são ministrados cursos de curta duração e de pós-graduação em estrito senso.

## Serviços à comunidade
Uma das competências estatutárias do IHMT é a da prestação de serviços à comunidade no âmbito da saúde pública e da medicina tropical. Nesse âmbito o IHMT presta serviços como consultas do viajante, consultas de medicina tropical e vacinação. Além disso, presta serviços de análises laboratoriais nos domínios das análises de rotina solicitadas pelas consultas do viajante e da medicina tropicas, da entomologia médica, da helmintologia e malacologia médicas, das leishmanioses, da leptospirose e borreliose de Lyme, das micobactérias, de protozoários oportunistas/VIH e outras protozooses e das doenças sexualmente transmssíveis.